# セリクプ人
セリクプ人（セリクプじん、セリクプ語: сёльӄуп、露: Селькупы、英: Selkup people）は、ロシア連邦、西シベリアのエニセイ川中流域左岸一帯に住むサモエード系の狩猟･漁労民族。

## 概要
旧称はオスチャーク･サモエードOstyako‐samoed。人口約3600人(1989年)。セリクプ語を話し、人種的にはモンゴロイドをベースにわずかにコーカソイドが混じる。
かつてはより南方のオビ川中流域に本拠地があったが、一部が17世紀に現住地へ移動したのち、本拠地のセリクプ人は著しくロシア化されてしまった。セリクプ語はウラル語族サモエード語派南方群を代表する唯一の現存語である。文化的にはセリクプ人は北方群のサモエード諸族よりもむしろ、同じく内陸河川流域に住むハンティ人、ケット人のほうに近く、このためこれら3集団はかつてオスチャークと総称された。

## 成り立ち
セリクプ人はウラル語族系民族であるが、ウラル語族に関連するY染色体ハプログループNがわずか6.9%しかみられず、アメリカ先住民や近隣のケット人に多いハプログループQが66.4%もみられる。これは元来ケット人同様にエニセイ語族の言語を話していたが、過去のある時点においてウラル語族に言語交換を起こしたためと考えられる。

## 写真

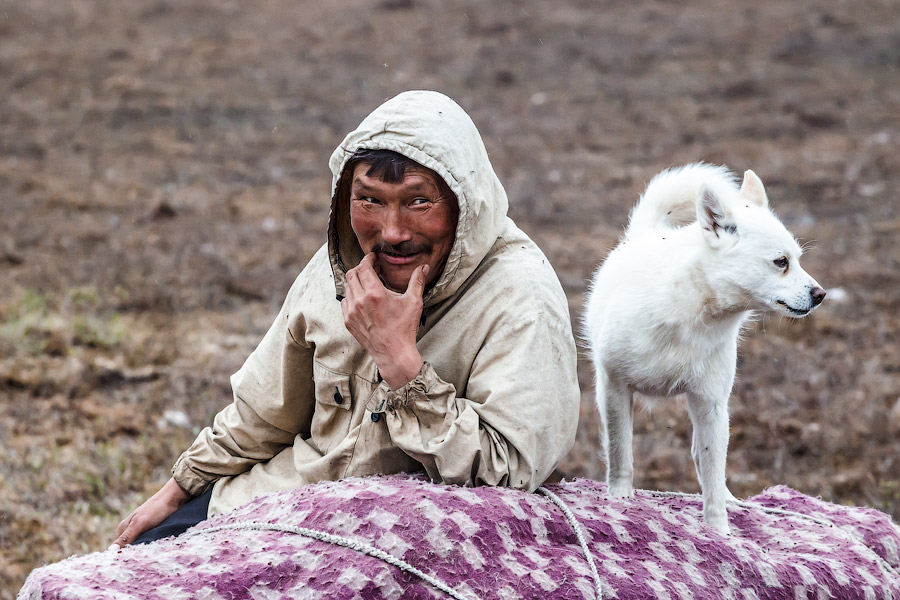
A Selkup man with his dog
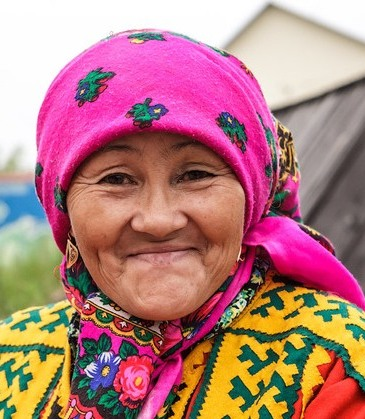
Selkup grandmother
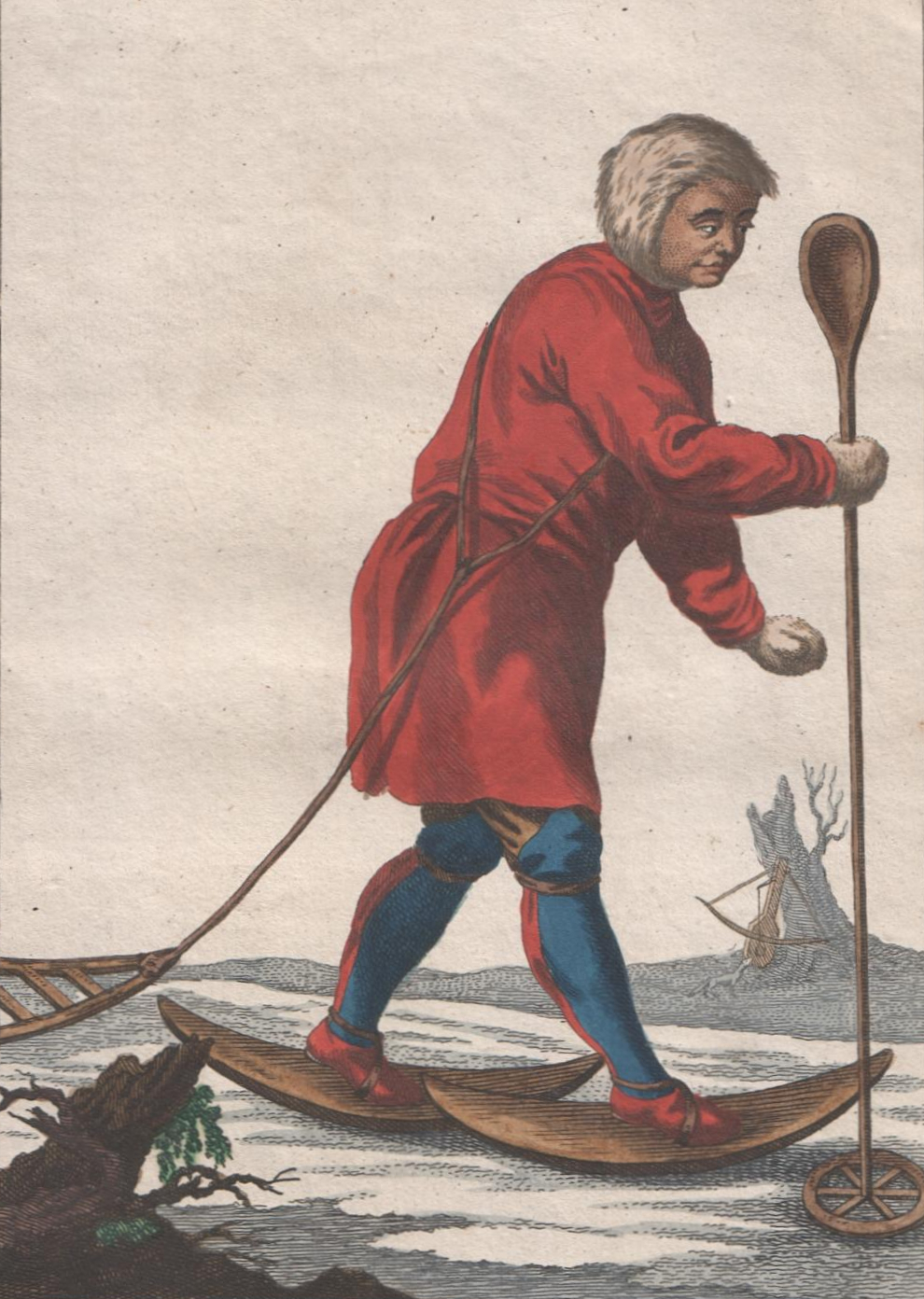
Painting from the late 18th century depicting a Selkup man fishing